# Jonathan Paget
Pour les articles homonymes, voir Paget.
Jonathan Paget, né le 17 novembre 1983 à Warkworth en Nouvelle-Zélande, est un cavalier néo-zélandais.

## Biographie
Jonathan Paget remporte aux Jeux olympiques d'été de 2012 la médaille de bronze au concours complet d'équitation par équipes. 